# Chantal Jouanno
Chantal Jouanno, née Chantal Paul le 12 juillet 1969 à Vernon (Eure), est une karatéka, haute fonctionnaire et femme politique française, membre de l’UMP puis de l'UDI.
Anciennement collaboratrice de Nicolas Sarkozy, elle préside l'Agence de l'environnement et de la maîtrise de l'énergie de 2008 à 2009. Elle intègre le gouvernement Fillon III, successivement comme secrétaire d'État chargée de l'Écologie (2009-2010), puis comme ministre des Sports (2010-2011).
Elle est ensuite élue sénatrice à Paris et vice-présidente du conseil régional d'Île-de-France. Elle annonce son retrait de la vie politique en 2017.
De mars 2018 à mars 2023, elle préside la Commission nationale du débat public.

## Situation personnelle

### Famille
Elle est la fille de Jean-Louis Paul, chef d'entreprise de cartonnerie à Vernon dans l'Eure, et de Françoise Paul.

### Formation
Après son baccalauréat, elle obtient un BTS en commerce international à Paris et débute comme assistante export zone Afrique puis Amérique latine en 1988 chez Citroën, et effectue un stage au service de la comptabilité de la Banque internationale pour l'Afrique occidentale entre 1989 et 1990.
Elle obtient ensuite une maîtrise d'administration économique et sociale à l'université Panthéon-Sorbonne et, après avoir sollicité Martine Aubry, elle est chargée d'un rapport sur le travail frontalier pour le ministère du Travail et de l'Emploi en 1992.

### Carrière professionnelle
En 1994, elle est recrutée par EDF pour y mettre en place un observatoire social. Puis, diplômée de Sciences Po, elle entre à vingt-huit ans à l'École nationale d'administration en 1997 (promotion Cyrano de Bergerac), dont elle sort en 1999 comme administrateur civil au ministère de l'Intérieur : sous-préfète, directrice de cabinet du préfet de la Vienne et de Poitou-Charentes, entre 1999 et 2001.
Brièvement conseillère pour la réforme de la police auprès du directeur central de la sécurité publique au ministère de l'Intérieur en 2001, elle devient la même année directrice de cabinet du PDG de Coframi.

### Carrière sportive
Chantal Paul vit une adolescence sportive qui la mène jusqu'au haut niveau, son palmarès incluant 12 coupes de France et 12 titres de championne de France de karaté en kata, et un titre de championne d'Europe universitaire. Le 7 mars 2010, elle remporte le championnat de France par équipes avec ses coéquipières Véronique Mesnil De Vido et Léna Pyrée, à l'occasion de son retour en compétition,.
Le 10 avril 2011, elle court pour la première fois un marathon en participant à celui de Paris.

### Vie privée
Elle rencontre Hervé Jouanno en 1987 sur les bancs de leur école de commerce, lui âgé de 19 ans, elle de 18. Ils s'épousent civilement, le 6 juillet 1996 , puis religieusement le 9 août 1997. Ils ont 3 enfants : l'aînée Sibylle et des jumeaux Côme et Sixtine (qui possède un haut potentiel intellectuel) 2 ans plus jeunes. Son mari a gravi les échelons du groupe Pernod-Ricard, en devenant directeur de la coordination des achats.
Ils ont habité Issy-les-Moulineaux.

## Parcours politique

### Débuts
Elle retrouve les bureaux de la place Beauvau en 2002, en qualité de responsable du bureau des statuts et de la réglementation des personnels territoriaux à la direction générale des collectivités locales.
Elle est choisie par le ministre titulaire, Nicolas Sarkozy, comme rédactrice de ses discours à partir de juillet 2002, tout en étant officiellement chargée de la communication auprès de Michel Gaudin, directeur général de la police nationale.
Sur les conseils de Claude Guéant, elle s'intéresse au développement durable, domaine pour lequel, avec les questions de sécurité routière, elle est nommée conseillère technique au cabinet du ministre en 2003. Quand Nicolas Sarkozy quitte le ministère de l'Intérieur, elle devient jusqu'en 2006, sa directrice de cabinet et de communication au Conseil général des Hauts-de-Seine où elle sera notamment chargée d'organiser la concertation publique pour élaborer le programme sur cinq ans du Conseil général, et d'installer le premier conseil départemental du développement durable.
Elle suit ensuite Nicolas Sarkozy au ministère de l'Intérieur, comme conseillère pour le développement durable, puis participe à son programme présidentiel. Quand il est élu président de la République, en 2007, elle est nommée conseiller développement durable à l'Élysée, et a la charge notamment des négociations du Grenelle Environnement.
Elle est nommée le 6 février 2008 présidente de l'Agence de l'environnement et de la maîtrise de l'énergie (Ademe), et administratrice de l'Agence nationale pour la gestion des déchets radioactifs (ANDRA) le 30 juillet suivant.

### Membre du gouvernement

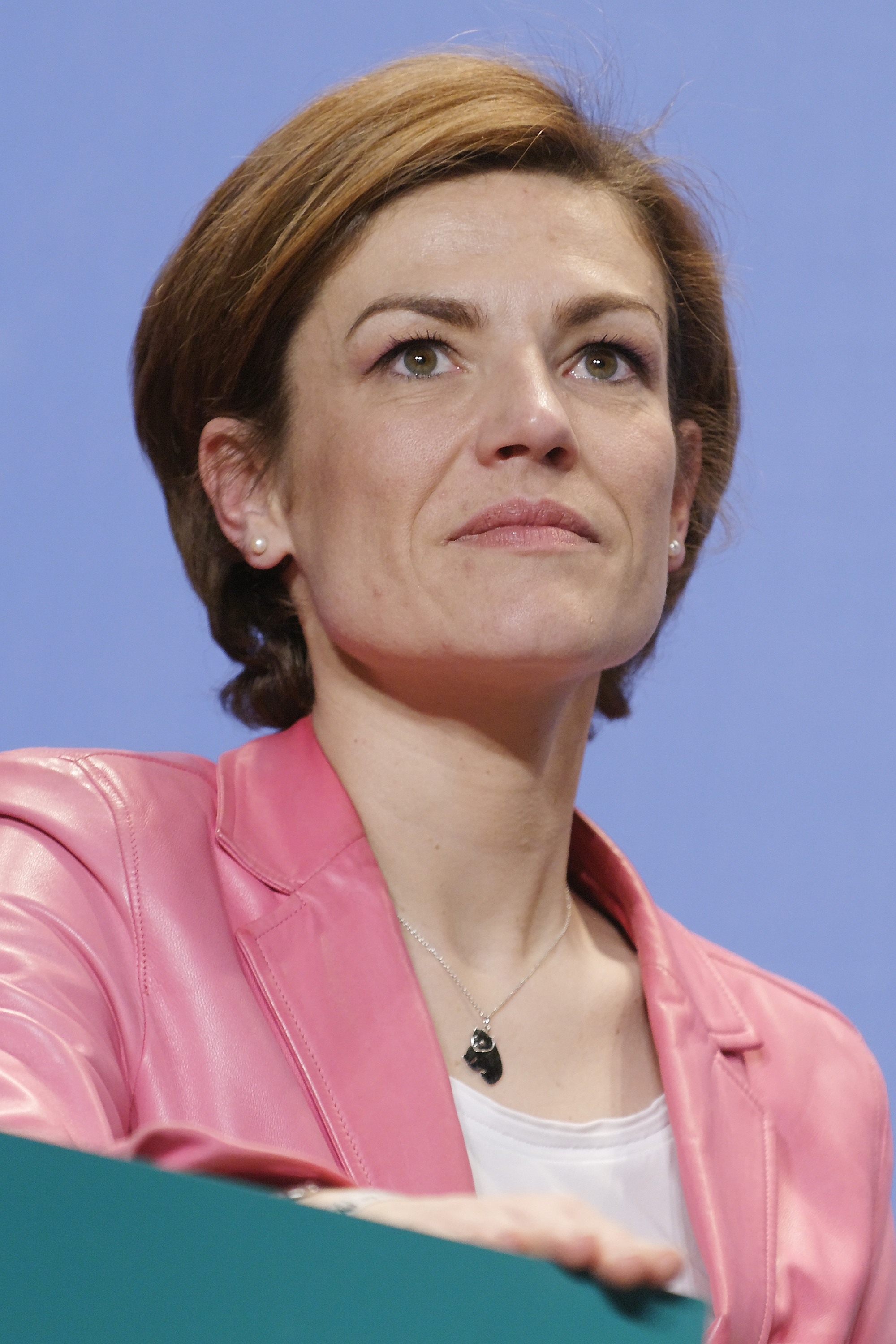
Chantal Jouanno en 2010.

Le 21 janvier 2009, elle est nommée secrétaire d'État chargée de l'Écologie, en remplacement de Nathalie Kosciusko-Morizet.
En tant que secrétaire d'État chargée de l'Écologie, elle doit porter devant le Parlement l'examen des lois dites « Grenelle I » et « Grenelle II » issues du Grenelle Environnement qu'elle a suivies pour l'Élysée et à l'Ademe et souhaite défendre « la biodiversité, la santé environnementale et la conso durable ».
Dans le cadre des élections régionales 2010, elle énonce les « principes d'une écologie de droite » qui seraient notamment la croissance, le progrès technologique, et l'utilisation de l'énergie nucléaire.
Le 26 juillet 2010, Chantal Jouanno annonce que « seuls les ours tués ou morts accidentellement seront remplacés », stoppant ainsi le plan de réintroduction de ces animaux dans les Pyrénées. Deux jours plus tard, elle présente le bilan qualité de l'air 2009, qui indique que la concentration en particules polluantes a augmenté par rapport à l'année précédente ; pour répondre à ce problème, la secrétaire d'État annonce plusieurs mesures dans le cadre d'un « plan particules », avec pour objectif de réduire de 30 % les émissions polluantes d'ici 2015.
Chantal Jouanno est nommée le 14 novembre 2010 ministre des Sports dans le gouvernement Fillon III.

### Conseillère régionale d'Île-de-France
Chantal Jouanno devient en 2010 conseillère régionale d'Île-de-France en se faisant élire à Paris, et en intégrant le groupe UMP, qu'elle quitte au profit du groupe UDI.

### Sénatrice de Paris
Élue sénatrice à Paris lors des élections sénatoriales du 25 septembre 2011, elle annonce le lendemain sa démission du gouvernement pour pouvoir se consacrer à son mandat. David Douillet la remplace.
Tout en soutenant la candidature de Nicolas Sarkozy à la présidentielle de 2012, Chantal Jouanno émet des réserves quant à la tournure prise par la campagne du président sortant, dont elle considère qu'il valide « les mots et l'agenda du Front national ». La sénatrice se déclarera en désaccord sur quelques points défendus par son parti - notamment en matière d'immigration, de questions sociales (comme le mariage homosexuel, qu'elle défend dans une tribune du quotidien Le Monde) et d'environnement,,.
En mars 2012, elle est l'auteur d'un rapport parlementaire intitulé « Contre l'hypersexualisation, un nouveau combat pour l'égalité ».
En septembre 2012, elle annonce être candidate à l'investiture UMP pour les élections municipales de 2014 à Paris. Le mois suivant, elle annonce qu'elle quitte l'UMP pour l'Union des démocrates et indépendants (UDI), parti de centre-droit nouvellement créé par Jean-Louis Borloo, dont elle est vice-présidente.
Elle est membre de la promotion 2013 du programme « Young Leaders » de la France China Foundation. Le 6 février 2013, Chantal Jouanno cofonde l'Institut de l'économie circulaire. Elle fonde en mars 2013 un laboratoire d'idées, « Ecolo Ethik, pour l'innovation écologique contemporaine » en réaction contre l'écologie de gauche qu'elle juge rétrograde et facteur de décroissance économique.
En juin 2014, Chantal Jouanno dépose avec Catherine Morin-Desailly une proposition de résolution visant à accorder l'asile à Edward Snowden,,. Elles déclarent que « les révélations d'Edward Snowden ont montré que les collectes massives d'informations par la NSA, concernant des citoyens du monde entier, dépassaient le cadre de la lutte nécessaire contre le terrorisme ou contre les autres risques géopolitiques ». Elles souhaitent également qu'Edward Snowden soit fait citoyen d'honneur, en se fondant sur l'article 14 de la Déclaration universelle des droits de l'homme sur le droit d'asile et « du caractère éthique de la démarche de Snowden ».

### Responsable de l’UDI
À la suite de l'élection de Jean-Christophe Lagarde à la tête de l'UDI, elle devient porte-parole du parti. Chantal Jouanno avait appelé à voter pour Jean-Christophe Lagarde après son arrivée en troisième place dans le cadre du tandem qu'elle formait avec Yves Jégo, qui, lui, devient vice-président du parti.
En décembre 2014, elle annonce au Parisien qu'elle souhaite briguer la tête du conseil régional d'Île-de-France à l'occasion des élections régionales de 2015. En février 2015, à la suite d'un vote interne, elle est nommée chef de file pour l'UDI aux élections régionales de décembre 2015 face à Rama Yade. Elle figure finalement en deuxième place de la liste des Hauts-de-Seine Les Républicains-UDI-MoDem conduite par Thierry Solère, dont la cheffe de file régionale est Valérie Pécresse, lors de l'élection régionale de 2015 en Île-de-France.
Elle parraine Nathalie Kosciusko-Morizet pour la primaire présidentielle des Républicains de 2016 mais soutient Alain Juppé. En raison de l'affaire visant le candidat LR, elle renonce à soutenir François Fillon durant la campagne présidentielle.
Elle annonce qu'elle met un terme à sa carrière politique en septembre 2017,. Elle rejoint alors Spencer Stuart, un cabinet de chasseurs de têtes. Par décret du 22 février 2018, elle est nommée membre du conseil d'administration de l'Agence française de développement.

### Présidente de la Commission nationale du débat public

#### Nomination
À compter du 22 mars 2018, elle est nommée présidente de la Commission nationale du débat public (CNDP). Pour Capital, cette nomination « n'est probablement pas étrangère à son appel au rassemblement autour d'Emmanuel Macron après son élection ».

#### Grand débat national
À ce titre, à la mi-décembre de la même année, elle est chargée par l'exécutif de coordonner le « grand débat national » voulu pour répondre à la crise des gilets jaunes et devant durer jusqu'au 1er mars 2019.

#### Polémiques
Début janvier 2019, elle est l'objet d'une polémique sur le salaire de 176 000 euros bruts annuels qu'elle touchera en 2019 en tant que présidente de la CNDP (soit 14 666 euros bruts mensuels, une rémunération proche des 15 410 euros touchés chaque mois par le Premier ministre et le chef de l'État). (Ce salaire a été augmenté de 13 % par rapport à celui de son prédécesseur). Elle répond en déclarant : « Cela ne dépend pas de moi et ça n'est pas lié au grand débat national […] c'est le salaire fixé par les autorités […] [pour] les présidents de la CNDP, quels qu'ils soient », assurant que « ses missions, en tant que présidente de la CNDP, sont « plus larges que le grand débat national », ajoutant qu'elle « comprenait » que ce salaire puisse choquer et invitant « les gens [à dire] […] en quoi ça les choque » et « [à] faire une proposition pour réviser ce salaire ». Elle annonce finalement qu'elle se met en retrait du pilotage du grand débat national pour éviter de perturber les discussions,, mais reste présidente de la CNDP et conserve son salaire.
Une nouvelle polémique survient le 10 janvier à la suite des propos d'Édouard Philippe déclarant la veille : « j'ai pris acte de la démission de Mme Jouanno que je regrette ». Car contrairement à ce qu'a avancé le Premier ministre, l'exécutif regrette justement qu'elle n'ait pas « démissionné » à proprement parler, continuant, en effet, à percevoir les mêmes émoluments sans accomplir les missions qui incombent à sa fonction. Ainsi est-elle vivement encouragée par certains membres du gouvernement (et par d'autres personnalités politiques) à renoncer à l'autorité administrative qu'elle dirige. Ainsi que l'a rappelé le Premier ministre lors de son intervention du 9 janvier, la nomination de Chantal Jouanno étant « irrévocable », seule sa démission pourrait provoquer une nouvelle nomination à la présidence de la CNDP. Il a également indiqué qu'une communication serait effectuée « en tout début de semaine » pour dévoiler qui s'occuperait de la consultation publique.
Le 10 janvier, Chantal Jouanno annonce qu'elle ne présentera pas sa démission et dénonce des « attaques personnelles incompréhensibles ». Quelques jours plus tard, Mediapart révèle qu'elle avait en réalité démissionné de l'organisation du grand débat national avant le déclenchement de la polémique, après que le gouvernement a refusé de se soumettre à la méthodologie de la CNDP pour son organisation, au risque, selon Chantal Jouanno, que le débat ne devienne une « campagne de communication »,.

## Carrière dans le privé
Après son départ de la CNDP, elle est recrutée par le cabinet de conseil Accenture en tant que Senior advisor transition écologique.

## Décorations
- Chevalière de l'ordre national du Mérite (30 juin 2009)[46]

## Publications
- Chantal Jouanno, Sans tabou, Paris, Éditions de La Martinière, coll. « Hors collection », 2010, 199 p. (ISBN 978-2-7324-4395-9)
- Chantal Jouanno, 2037, la société des possibles, MIRZA PUBLISHING (livre numérique), 2016.